# Karl Friedrich von Rumohr
Karl Friedrich von Rumohr nascut el 6 de gener de 1785 a Reinhardtsgrimma, prop de Dresden i mort el 25 de juliol de 1843, a Breslau va ésser un historiador de l'art, escriptor i gastròsof. Rumohr va fer un recull d'esdeveniments de la Història de l'Art que va arribar a tres volums anomenats Italienische Forschungen (1827-1831).
Karl Friedrich von Rumohr va establir diverses categories sobre com cuinar diversos aliments distingint-ne tècniques, ingredients i sabors.